# Carlo Fidanza
Carlo Fidanza (San Benedetto del Tronto, 21 settembre 1976) è un politico italiano, dal 2 luglio 2019 europarlamentare per Fratelli d'Italia, di cui è capodelegazione al Parlamento europeo, dopo esserlo stato dal 14 luglio 2009 al 30 giugno 2014 per Il Popolo delle Libertà. È vicepresidente esecutivo del Partito dei Conservatori e dei Riformisti Europei dal 14 gennaio 2025  e, dal 16 maggio dello stesso anno, vicepresidente dell'Unione Democratica Internazionale.

## Biografia
Nato a San Benedetto del Tronto, in provincia di Ascoli Piceno, ma vive a Milano, diplomatosi al liceo scientifico ed è sposato con due figli.

### Gli inizi in politica
Inizia la sua attività politica a Milano da giovanissimo nelle file del Fronte della Gioventù, l'organizzazione giovanile del Movimento Sociale Italiano (MSI), che, con la confluenza del MSI in Alleanza Nazionale (AN) con la svolta di Fiuggi di Gianfranco Fini nel 1995, aderisce al suo movimento giovanile Azione Giovani (AG), militando e ricoprendo vari incarichi: responsabile provinciale degli studenti, presidente provinciale, portavoce del Comitato di reggenza nazionale e leader della corrente Destra Sociale di Gianni Alemanno e Francesco Storace nella giovanile.
È stato consigliere circoscrizionale e capogruppo di AN nel Consiglio di zona 5 di Milano (1997-2001), oltreché assessore all’informatizzazione, ai servizi civici e cimiteriali nella giunta comunale di Desio a Monza e Brianza (2005-2006).

### Vicepresidente di Azione Giovani
Al 3º congresso nazionale di AG svoltisi tra il 27 e il 28 marzo 2004 a Viterbo, Fidanza si candida alla presidenza di Azione Giovani sotto lo slogan «Una scelta d’amore» tratto da uno scritto di Bobby Sands, appoggiato dalla corrente Destra Sociale di Alemanno e supportato da Nuova Alleanza di Adolfo Urso e dal presidente di Alleanza Nazionale Fini, contro Giorgia Meloni, candidata dei Gabbiani di Fabio Rampelli e supportata da Destra Protagonista di Ignazio La Russa e Maurizio Gasparri, venendo però sconfitto dalla Meloni ma diventando vicepresidente di AG. Nello stesso anno viene nominato presidente dell'Osservatorio Cinologico Multidisciplinare (OCM) del Ministero delle politiche agricole e forestali guidato da Alemanno.
Alle elezioni amministrative del 2006 si candida al consiglio comunale di Milano, nelle liste di AN a sostegno del candidato sindaco del centro-destra Letizia Moratti, venendo eletto consigliere comunale e ricoprendo gli incarichi di presidente della Commissione consiliare Expo 2015, capogruppo di AN e vice-capogruppo del Popolo della Libertà (PdL) sotto l'amministrazione della Moratti. È stato anche membro dell'ufficio di presidenza nazionale dell'ANCI Giovani.

### Elezione a europarlamentare
Nel 2009 aderisce alla confluenza di Alleanza Nazionale nel PdL come partito, con cui alle elezioni europee di quell'anno si candida al Parlamento europeo, nella circoscrizione Italia nord-occidentale, risultando eletto europarlamentare con 26.822 preferenze. Nel corso del suo mandato è stato membro della Commissione per i trasporti e il turismo e delle Delegazioni per le relazioni con l'Iran e l'Afghanistan, membro supplente della Commissione per l'agricoltura e lo sviluppo rurale e della Delegazione per le relazioni con il Sudafrica, oltreché membro dell’ufficio di presidenza del gruppo PPE e facendosi relatore della Direttiva DAFI sulle infrastrutture per carburanti alternativi nel settore dei trasporti.
All'interno del Popolo della Libertà è stato membro della direzione nazionale e vice-coordinatore regionale in Lombardia, oltreché vice-coordinatore e membro dell'ufficio di presidenza della organizzazione giovanile: Giovane Italia.

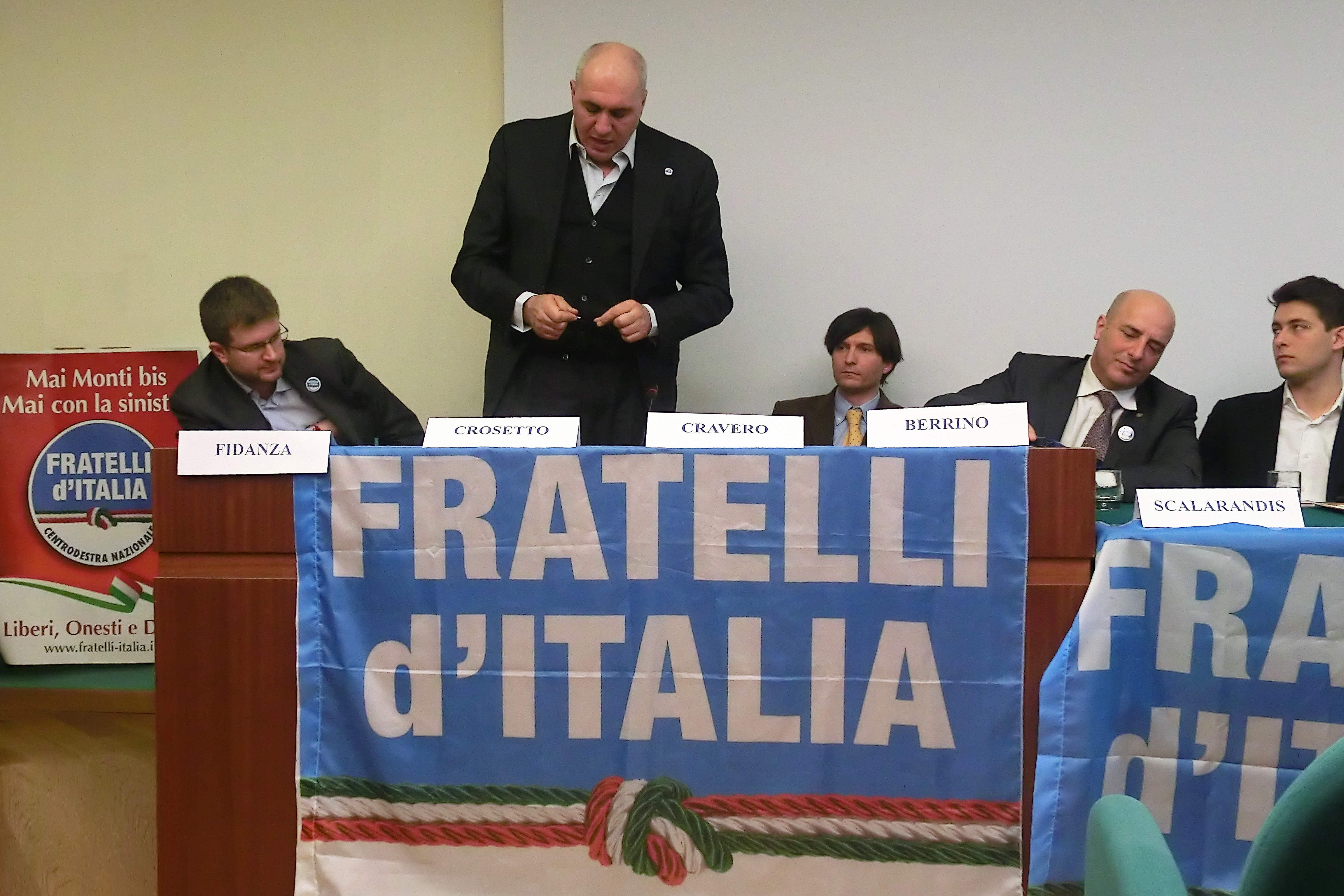
Fidanza (da sinistra) a un comizio di Fratelli d'Italia con Guido Crosetto nel 2013

Il 20 dicembre 2012 partecipa alla scissione del PdL guidata da Giorgia Meloni, Ignazio La Russa e Guido Crosetto che porta alla nascita di Fratelli d'Italia (FdI), del quale diventa Responsabile nazionale degli Enti Locali e membro dell’Assemblea nazionale.
Il 5 febbraio 2013 viene eletto vice-capodelegazione del PdL al Parlamento europeo, in rappresentanza di FdI, che, in seno alla delegazione PdL per ragioni regolamentari, comprende esponenti di diversi partiti di centro-destra. Mentre a novembre 2013 diventa capodelegazione di Fratelli d'Italia all'Europarlamento.
Alle elezioni europee del 2014, dove Fidanza ha traghettato Fratelli d'Italia fuori dal PPE, si ricandida all'Europarlamento, tra le liste di Fratelli d'Italia - Alleanza Nazionale nella medesima circoscrizione, ottenendo 12.738 preferenze ma risultando non eletto in quanto la lista non supera la soglia di sbarramento (del 4%) necessaria per eleggere europarlamentari.

### Fuori dall'Europarlamento e Deputato alla Camera
Il 27 gennaio 2015 viene nominato membro supplente del Comitato delle regioni dell'Unione europea, aderendo a settembre 2017 nel gruppo dei Conservatori e dei Riformisti Europei (ECR), dove nell'ufficio di presidenza rappresenta la delegazione italiana, rimanendo in carica fino a luglio 2019.
Alle elezioni amministrative del 2016 si candida ai consigli comunali di Grandola ed Uniti (Como) e Rosazza (Biella), venendo eletto consigliere comunale in entrambi i comuni ma dimettendosi dal primo nello stesso anno.
Dal 26 febbraio 2016 a marzo 2018 è stato commissario straordinario dell'Agenzia Regionale per la Promozione Turistica in Liguria, nominato dal presidente della Regione Liguria Giovanni Toti.
Alle elezioni politiche del 2018 viene candidato alla Camera dei deputati, tra le liste di Fratelli d'Italia nel collegio plurinominale Lombardia 1 - 03, venendo eletto deputato. Nella XVIII legislatura della Repubblica è stato componente e capogruppo di Fratelli d'Italia nella 9ª Commissione Trasporti, poste e telecomunicazioni, oltreché membro della Delegazione italiana presso l'Assemblea parlamentare del Consiglio d'Europa, ed è stato relatore della legge sui dispositivi anti-abbandono per bambini proposta da Giorgia Meloni.

### Ritorno al Parlamento europeo

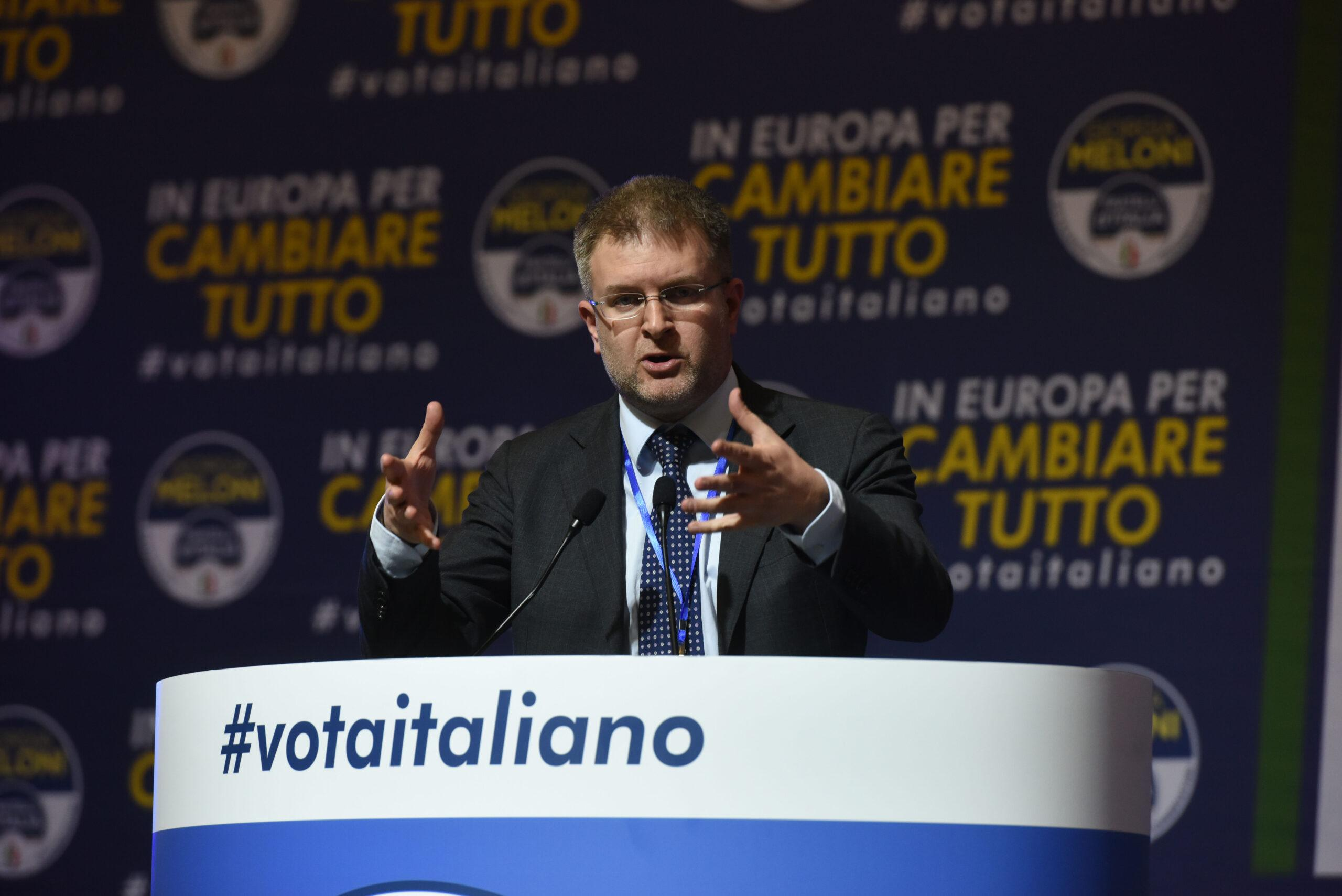
Fidanza interviene al congresso di Fratelli d'Italia a Torino durante la campagna elettorale delle elezioni europee del 2019

Alle elezioni europee del 2019 si ricandida al Parlamento europeo, tra le liste di FdI nella circoscrizione Italia nord-occidentale, risultando eletto europarlamentare con 10.925 preferenze. A seguito dell'elezione si dimette da deputato, per incompatibilità degli incarichi, a cui subentra Maria Teresa Baldini. Nel corso della IX legislatura è stato membro dell'ufficio di presidenza del gruppo ECR, delle Commissioni per il mercato interno e la protezione dei consumatori (2019-2022) e per i trasporti e il turismo (2022-2024), e delle Delegazioni all'Assemblea parlamentare euro-latinoamericana (2022-2024), per le relazioni con i paesi dell'America centrale (2022-2024) e al Comitato parlamentare di stabilizzazione e di associazione UE-Serbia (2019-2024), membro sostituto delle Commissioni per i trasporti e il turismo (2019-2022), per il mercato interno e la protezione dei consumatori (2022-2024) e per gli affari esteri (2023-2024), e delle Delegazioni all'Assemblea parlamentare euro-latinoamericana (2019-2022), per le relazioni con la Repubblica federativa del Brasile (2019-2024) e per le relazioni con il Mercosur (2019-2024), oltre a ricoprire nuovamente il ruolo di capodelegazione di Fratelli d'Italia.
Nel 2019 viene eletto co-presidente dell'Intergruppo parlamentare sulla libertà religiosa e, in occasione del 30º anniversario della caduta del muro di Berlino, scrive, insieme al giornalista Francesco Borgonovo, il suo primo saggio "Sopra le rovine. Pensieri forti a trent'anni dal collasso del comunismo".
A maggio 2020 viene nominato Responsabile Esteri dell'ufficio di presidenza di Fratelli d'Italia. Nello stesso anno contribuisce, insieme a Raffaele Fitto, all'elezione di Giorgia Meloni alla presidenza del Partito dei Conservatori e dei Riformisti Europei.

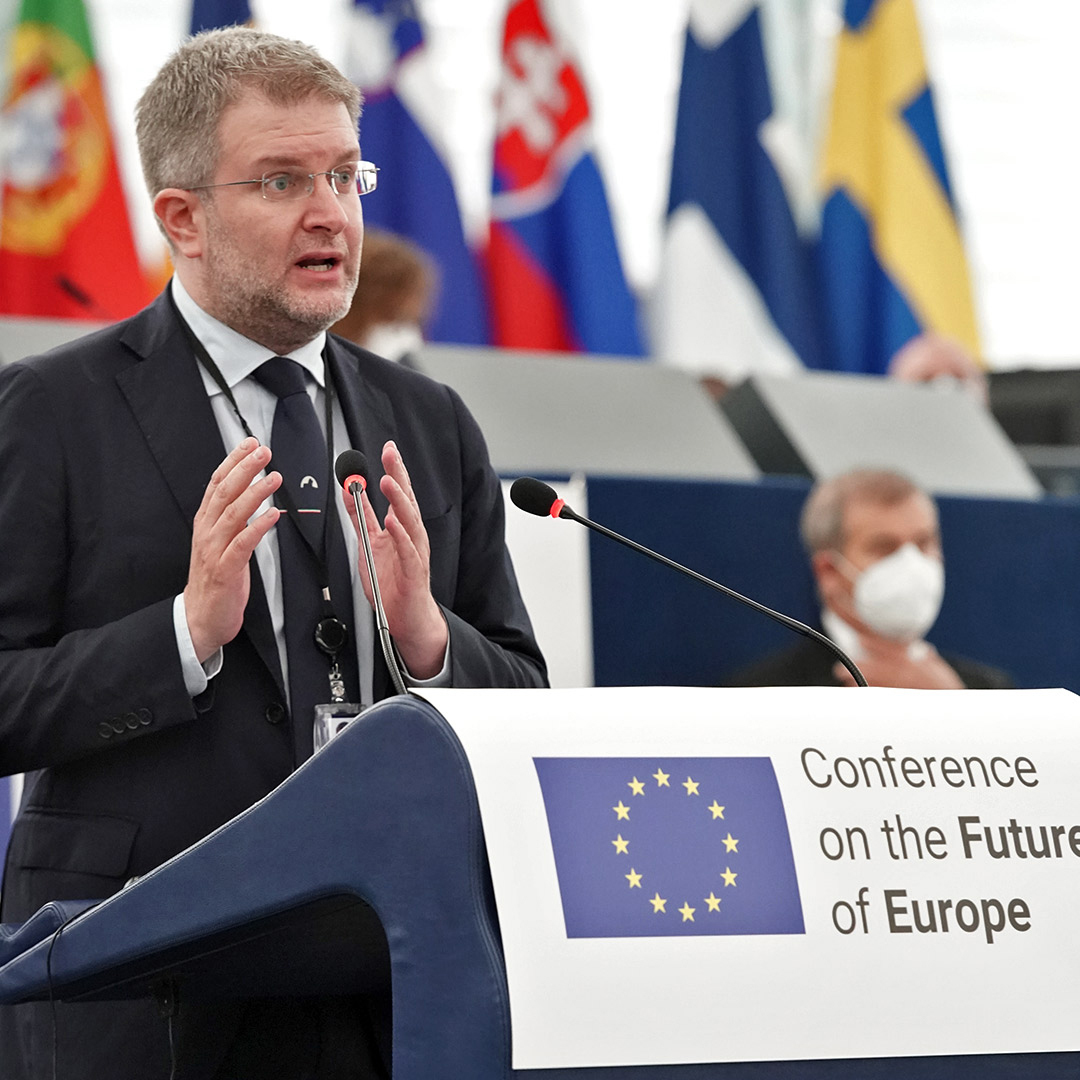
Fidanza alla Conferenza sul futuro dell'Europa a Strasburgo nel 2021

Il 1° ottobre 2021, a seguito delle vicende giudiziarie che lo vedono coinvolto nell'inchiesta Lobby Nera, si autosospende da capodelegazione di Fratelli d'Italia al Parlamento europeo, che tornerà a ricoprire da febbraio 2023 a seguito della richiesta di archiviazione dell'inchiesta.
Alle elezioni europee del 2024 viene ricandidato in seconda posizione nella stessa circoscrizione, venendo rieletto dietro a Giorgia Meloni con 50.804 preferenze. Viene riconfermato capodelegazione di Fratelli d'Italia e nominato membro delle Commissioni parlamentari AGRI (Agricoltura e sviluppo rurale), nella quale ricopre il ruolo di Coordinatore del gruppo ECR, TRAN (Trasporti e turismo) e AFET (Affari esteri).
Il 14 gennaio 2025 viene nominato, assieme alla francese Marion Maréchal e al rumeno George Simion, vicepresidente del Partito dei Conservatori e dei Riformisti Europei.
Il 16 maggio 2025 viene eletto, assieme al deputato italiano Antonio Giordano, vicepresidente dell'Unione Democratica Internazionale.

## Vicende giudiziarie

### Lobby Nera (archiviata)

Fidanza con Marion Maréchal, George Simion, Bart De Wever, Giorgia Meloni, Petr Fiala e Nicola Procaccini il 20 marzo 2025

Il 1º ottobre 2021 si è autosospeso dagli incarichi di partito, a seguito delle ampie polemiche suscitate sui media da un servizio video nel quale si vedeva l'eurodeputato illustrare, a un giornalista di Fanpage, le modalità con cui era possibile erogare al partito contributi in nero per la campagna elettorale. Sulla base dell'eco della vicenda sulla stampa, la procura di Milano apre un'indagine con l'ipotesi di reato di riciclaggio e per violazione della legge sul finanziamento pubblico ai partiti. Fidanza afferma di non aver commesso alcun atto illecito. A gennaio 2023 la procura chiede l’archiviazione per Fidanza e gli altri imputati. La vicenda si chiude definitivamente a febbraio 2024 con l'archiviazione disposta dal GIP accogliendo la richiesta del PM secondo il quale "pur essendo emersi elementi che inducono il sospetto del ricorso a finanziamenti illeciti, le risultanze non hanno restituito riscontri convergenti e concludenti per sostenere l’accusa in giudizio".

### Corruzione (patteggiamento)
A giugno 2022 viene indagato per corruzione per atti contrari ai doveri d’ufficio, in relazione alle dimissioni del consigliere comunale di Brescia Giovanni Francesco Acri (membro di Fratelli d'Italia e già indagato) per far spazio a Giangiacomo Calovini, primo dei non eletti e ritenuto vicino a Fidanza; in cambio il figlio di Acri sarebbe stato assunto da Fidanza come suo assistente parlamentare (pagato con soldi pubblici).
Fidanza ha affermato di non aver commesso alcun atto illecito, ma a giugno 2023, assieme a Calovini, patteggia una pena di un anno e 4 mesi; il patteggiamento prevede anche la sospensione della pena e l’esclusione di pene accessorie come l’interdizione dai pubblici uffici. A ottobre il patteggiamento viene confermato dal Tribunale di Milano.